# Відьмак 3: Дикий гін
The Witcher 3: Wild Hunt (пол. Wiedźmin 3: Dziki Gon; укр. «Відьмак 3: Дикий гін») — комп'ютерна гра у стилі action/RPG, розроблена польською компанією CD Projekt RED за мотивами серії романів «Відьмак» письменника Анджея Сапковського. Гра продовжує «Відьмак» і «Відьмак 2: Вбивці королів» та завершує трилогію відеоігор про відьмака. Вихід гри був запланований на 2014 рік, але потім було ухвалене рішення про перенесення випуску на лютий 2015 року. Зрештою, остаточною датою було обрано 19 травня, коли гра вийшла на Windows, PlayStation 4 і Xbox One.
Станом на квітень-травень 2015 року The Witcher 3: Wild Hunt стала найшвидше продаваною відеогрою Великої Британії. Станом на 2017 рік продано понад 20 мільйонів копій. Гра набагато частіше звертається до літературного першоджерела, ніж попередні частини.

## Ігровий процес
Третя частина серії поєднує в собі нелінійний сюжет і відкритий ігровий світ, який у тридцять разів більший, ніж світ Відьмака 2. Для пересування можна використати різний транспорт, наприклад, кобилу Плітку або човен. Проходження основної сюжетної лінії займає близько 50 годин гри. Побічні квести займають приблизно стільки ж. За цей час герой може розвинутись до максимального 35-го рівня.
Механіка бою ґрунтується на принципах попередніх ігор, але команда розробників переглянула безліч деталей. Так, перекат замінено піруетом, що за задумом зберігає захисну функцію без втрати мобільності; можливо відбити удар або ухилитися, навіть якщо закінчилася енергія, проте збільшується імовірність втратити при цьому рівновагу; можливість взаємодіяти з оточенням під час бою, наприклад розворушити осиний вулик знаком Аард для завдання додаткових ушкоджень ворогам. Передбачені 96 анімацій рухів Ґеральта в бою (в останній грі їх було 20). CD Projekt RED повідомляли, що у створенні бойових анімацій брали участь експерти в царині фехтування. Також при захопленні рухів використовувався каскадер. Штучний інтелект ворогів повністю перероблений.
Одночасно можна скористатися невеликим числом навичок, для них відведені спеціальні комірки. Окрім розвитку талантів існують «мутагени», що діляться за кольорами, і, якщо прив'язувати мутагени до талантів того ж відтінку, дають більший бонус до характеристик. Також перероблена система магічних знаків, використовуваних відьмаком. Так, кожен з п'яти знаків має основну форму, а при просуванні по вибраній гілці буде можливо відкрити вторинну форму знаку, наприклад знак Ігні в початковій формі дозволяє здійснити викид полум'я. Вторинна форма дає кругову атаку. Пити еліксири можна прямо під час боїв, проте час їх дії зменшений. Зібрати інгредієнти для конкретного рецепта зілля тепер потрібно всього один раз, запас настоянок автоматично поповнюється при медитації, якщо в інвентарі є досить спирту.
Серед інших особливостей і поліпшень: можливість зберігати предмети в сідельних сумках інвентаря, оновлена механіка «Відьмачого чуття»(англ. Witcher Senses) — вона дозволяє бачити докази і сліди, — можливість створення предметів, броні та зброї, а також можливість імпорту збережених даних з попередньої частини.

## Сюжет
У центрі сюжету стоїть нове вторгнення Нільфгаарду, а також пошуки Цірі й конфлікт з Диким Гоном. Сюжет більше не поділяється на розділи, що стало можливим завдяки рушію REDengine 3.
У гру повернулися такі персонажі з попередніх частин як Весемір, Ламберт, Ескель, Любисток, Золтан Хівай, Трісс Мерігольд, Шеала де Тансервілль, Лето з Ґулети. Повернення деяких персонажів залежить від ухвалених гравцем рішень у другій частині гри. Сюжет передбачає 36 кінцевих станів світу, до яких можуть привести дії гравця.
Гра розпочинається роликом, який демонструє пошуки Йеннефер Ґеральтом та Весемиром. Пошуки їх заводять в село Білий Сад, де два відьмаки й зупиняються. Там вони дізнаються про недавню битву між темерійцями та нільфгаардцями. Весемір зупиняється в таверні, а Ґеральт вирушає до табору нільфгаардців. Там командир гарнізону розповідає відьмаку про те, що Йеннефер у Визимі — столиці окупованої Темерії. Але перед цим Ґеральт мав вбити грифона, щоб отримати інформацію. Відьмак повертається до Весеміра. Разом вбивши грифона, вони йдуть до таверни, де потім відбувається сутичка між відьмаками та п'яними темерійськими патріотами. Останніх, відьмаки вбивають. На виході із таверни вони натикаються на нільфгаардців та Йеннефер, що несподівано з'явилась. Вона говорить, що імператор Емгир хоче аудієнції з Ґеральтом. Весемир вирушає до Каер Морену у справах, а Ґеральт з Йеннефер вирушає до Емгира. Під час подорожі, на «Білого вовка» та його супутницю нападає Дикий Гон, але попри на це, вони приїжджають на імператорський прийом. Імператор Емгир хоче, щоб Ґеральт знайшов його дочку Цірі, що нещодавно повернулася. І Ґеральт вирушає на пошуки…

## Розробка
5 лютого 2013 року гра була анонсована на сторінках журналу Game Informer. Випуск гри був запланований на 2014 рік. У березні 2014 року розробники The Witcher 3 виступили з відкритим листом, у якому повідомили, що випуск переноситься на лютий 2015 року.
Глава CD Project розказав польському сайту pb.pl, що на «Відьмак 3» вони планують витратити більше ніж 100 мільйонів злотих, це приблизно 40 мільйонів доларів, що зробить третього «Відьмака» найдорожчою грою, яку коли-небудь робили в Польщі.
На розробку CD Project планує витратити близько 15 мільйонів доларів, а на маркетинг близько 25 мільйонів.
Керівник польської студії CD Project Red Мартін Івинскі заявив, що The Witcher 3 «вичавила» майже максимум з консолей нового покоління. «У нових консолях дуже багато обчислювальної потужності, і ми наблизилися до того, щоб реалізувати увесь закладений в них потенціал. Ми вирішили робити гру для консолей наступного покоління два з половиною роки назад і виконали величезну роботу, детально вивчивши їх. Xbox 360 і PS3 не змогли б видати й половину того, що нам вдалося досягти в PS4 і Xbox One», — амбітно заявив Івинскі.
The Witcher 3 Wild Hunt вирішили випустити ігровий проєкт без мультиплеєрної складової. Ще в травні 2013 це офіційно заявив керівник The Witcher 3 Конрад Томашкевич (Konrad Tomaszkiewicz). Зі слів Томашкевича, розробники знають, наскільки сильно прихильники серії жадають появи боїв по мережі. Проте, не бажаючи даремно розчаровувати фанатів, автори вважають важливим присікти в корені усі спекуляції на цю тему — в завершальній частині трилогії про пригоди білого вовка «мультиплеєру місця немає».
На додаток до сказаного глава проєкту відмітив, що також з The Witcher 3: Wild Hunt виключена система Quick Time Events. Раніше QTE-вставки використовувалися розробниками в кат-сценах у надії зробити їх більше інтерактивними. Між тим, у багатьох прихильників історії про Ґеральта з Рівії ця частина гри викликала негативну реакцію. Як підсумок, творці вирішили позбутися баласту. Зі слів Томашкевіча, QTE-сценарії хороші для пригодницьких бойовиків, на зразок Uncharted, але серії «Відьмак» вони не підходять. Окрім сказаного, за заявою авторів, The Witcher 3: Wild Hunt не використовуватиме DRM-захист.
Як першоквітневий жарт 2016 року було поширено відео з інформацією нібито CD Projekt RED випустять доповнення, у якому кобила Ґеральта Плітка заговорить людською мовою. Також у ньому помилки анімації Плітки видавалися за заздалегідь задумані та створенні з використанням технології захоплення руху.

## Системні вимоги

### Мінімальні
- Процесор: Intel Core i5-2500K 3.3GHz / AMD Phenom II X4 940
- Відеокарта: Nvidia GeForce GTX 660 / AMD Radeon HD 7870
- Оперативна пам'ять: 6GB
- ОС: 64-bit Windows 7, 64-bit Windows 8 (8.1) or 64-bit Windows 10
- Місце на жорсткому диску: 40 Гб

### Рекомендовані
- Процесор: Intel Core i7 3770 3,4 GHz / AMD AMD FX-8350 4 GHz
- Відеокарта: Nvidia GeForce GTX 770 / AMD Radeon R9 290
- Оперативна пам'ять: 8GB
- ОС: 64-bit Windows 7, 64-bit Windows 8 (8.1) or 64-bit Windows 10
- Місце на жорсткому диску: 40 Гб[14]

## Завантажувані доповнення
- Expansion Pass — перший платний DLC до цієї гри, випущено 2016 року. Має в собі два доповнення, які продаються окремо. «Серця з каменю» (англ. Hearts of Stone, пол. Serca z Kamienia) присвячене пригодам у Нічийних землях і місті Оксенфурт за завданням Скляної людини (Ґюнтера О'Дима). «Кров і вино»(англ. Blood and Wine, пол. Krew i Wino), вийшло на початок 2016 року, пропонує новий регіон — герцогство Туссен. Включає нову зброю, спорядження, ворогів та персонажів[15].

У листопаді 2014 року CD Projekt RED оголосила про намір випустити 16 невеликих безплатних доповнень до гри. Всі, хто купив гру незалежно від платформи і виду видання отримували можливість їх завантажити. Перед виходом гри Міхаль Хусток-Гілевський, керівник відділу маркетингу і реклами в CD Projekt RED, заявляв, що кожне завантажуване доповнення — це «одна тисячна цілої гри», і компанія таким чином хоче показати свою любов і турботу про гравців, які купили гру. Марцін Івінський заявляв, що випуск безплатних доповнень повинен бути нормою для індустрії, а не винятком, і висловлював надію, що й інші компанії візьмуть приклад CD Projekt RED. Безплатні доповнення випускалися щотижня — з деякими проміжками — з травня по серпень 2015 року.
- Комплект темерійських обладунків[19]
- Набір стрижок для волосся і бороди[20]
- Альтернативний вигляд Йеніфер[21]
- Нове завдання — «Замовлення: зниклі гірняки»[21]
- Комплект нільфгаардських обладунків[22]
- Комплект з гвардійським арбалетом[23]
- Нове завдання — «Золото дурнів»[24]
- Карти для гри у гвинт «Герої балад»[25]
- Нове завдання — «Відьмачі старожитності: Спорядження Школи Вовка»[26]
- Альтернативний вигляд Трісс Меріґольд[27]
- Нове завдання — «Найнебезпечніший злочинець Скелліг»[28]
- Комплект обладунків островів Скелліг[29]
- Нове завдання — «Ігри кішок і вовків»[30]
- Альтернативний зовнішній вигляд Цірі[31]
- Новий режим гри «Нова гра плюс»: дозволяє пройти гру знову з усіма уміннями та предметами, отриманими в першому проходженні. При цьому вороги в «Новій грі плюс» набагато сильніші, ніж у звичайному режимі гри, а рівень Ґеральта автоматично підніметься до 30-го. Незалежно від рівня гравець також отримує безплатне зілля очищення, що дозволяє скинути всі навички та перерозподілити очки по-іншому[32].

У квітні 2015 року анонсовані два великих DLC; на відміну від безплатних доповнень, вони є платними. Розробкою обох доповнень займається підрозділ CD Projekt RED у Кракові, заснований у 2013 році. Перше з них, «Серця з каменю», розраховане на 10 годин гри, вийшло в жовтні 2015 року. «Серця з каменю» додають в гру низку завдань у місті Оксенфурт, де Ґеральту доведеться виконувати доручення таємничої Скляної людини; у доповненні з'явиться Шані — стара подруга відьмака, вже зіграла важливу роль у грі «Відьмак», з якою Ґеральт зможе завести роман. Доповнення The Witcher 3: Wild Hunt – Blood and Wine, розраховане вже на 20 годин проходження, дозволить Ґеральту відвідати новий, не спотворений війною регіон світу — Тусент, де за атмосферою благополуччя і лицарськими церемоніями ховаються якісь криваві таємниці. У сукупності ці два платних доповнення перевищують по довжині всю гру «Відьмак 2: Вбивці Королів». Марцін Івінський, раніше висловлювався проти типової для сучасної ігрової індустрії практики випуску платних DLC, виступив на захист цих доповнень, заявивши, що компанія хоче повернути схему минулих років, коли аддони які випускалися на дисках, збагачували гру значущим контентом. Він закликав гравців не купувати доповнення, якщо у них є сумніви.

## Оцінки і відгуки
| Агрегатор    | Оцінка                                   |
| ------------ | ---------------------------------------- |
| GameRankings | (XONE) 92.50% (PS4) 92,05 % (PC) 90,71 % |
| Metacritic   | (PC) 93/100 (PS4) 92/100 (XONE) 90/100   |

| Видання                            | Оцінка  |
| ---------------------------------- | ------- |
| Destructoid                        | 8/10    |
| Game Informer                      | 9.75/10 |
| GameRevolution                     | [ 47 ]  |
| GameSpot                           | 10/10   |
| GamesRadar+                        | [ 49 ]  |
| GameTrailers                       | 9.8/10  |
| IGN                                | 9.3/10  |
| Official U.S. PlayStation Magazine | [ 52 ]  |
| Official Xbox Magazine (США)       | [ 53 ]  |
| PC Gamer (США)                     | 92/100  |
| Polygon                            | 8/10    |
| VideoGamer.com                     | 9/10    |

| Видання | Оцінка |
| ------- | ------ |
| PlayUA  | 80/100 |

The Witcher 3: Wild Hunt отримала повсюдне схвалення критиків. Агрегатори GameRankings та Metacritic зібрали сукупну оцінку для версії Xbox One в 92,50 % і 90/100 відповідно. Версія для PlayStation 4 отримала 92,25 % і 92/100. Версія для Microsoft Windows набрала 92,22 % і 93/100 на основі 17 відгуків.
Оглядач Кевін Ванорд з GameSpot оцінив гру в 10 з 10, зробивши Witcher 3 дев'ятою грою, яка коли-небудь здобувала таку оцінку на GameSpot. Він описав дослідження світу, дизайн ворогів, і розвиток персонажа як «відмінні». Він також похвалив багатий вміст, простору кастомізацію обладунків і зброї, та систему зіль як такі, що роблять ігровий процес вражаючим та інтригуючим. Також було відзначено добре пропрацьований відкритий світ, як і бойову систему, яка стала легшою та приємнішою, аніж в The Witcher 2. Огляд було підсумовано словами «одна з найкращих рольових ігор, з коли-небудь створених».
Деніел Бладворз з GameTrailers оцінив гру в 9.8 з 10. Згадавши подібності в дизайні ворогів, він похвалив розгорнуту і дорослу історію, і зауважив, що «переплетіння з оригінальними книгами» є однією з найкращих її сторін. Особливої похвали заслужили битви, дизайн оточення, наслідки дій та місії. На додаток, він відзначив деталізацію, включаючи жести, озвучення, та лицеву анімацію персонажів. У підсумку він назвав гру «вдумливою, різноманітною, і часто вражаючою пригодою».
Українські оглядачі були критичніші. Так PlayUA дав грі оцінку у 80 балів з висновком: «„Відьмак 3: Дикий Гін“ — доволі терпиме закінчення трилогії. Десь там всередині нього ховається чудова гра, проте її обсипано купою зайвого мотлоху».
На 31-й церемонії Golden Joystick Awards, гра отримала приз у номінації «Найочікуваніша гра».